# ESPN National Hockey Night
ESPN National Hockey Night var ESPN:s TV-sändningar från NHL under grundserien och slutspelet mellan säsongerna 1992/1993 till 2003/2004. ESPN skulle även ha sänt säsongen 2004/2005, som dock ställdes in på grund av arbetsmarknadskonflikt och när serien kom igång igen säsongen 2005/2006 hade sändningsrättigheterna övertagits av OLN.

### Fotnoter
1. ↑  Lepore, Steve (4 augusti 2010). ”The Suitor Tutor, Part 1: On VERSUS and NBC, How Have They Done, and Where the Merger Will Take Them”. Puck The Media. WordPress.com. http://puckthemedia.wordpress.com/2010/08/04/the-suitor-tutor-part-1-on-versus-and-nbc-how-have-they-done-and-where-the-merger-will-take-them/#more-5549. Läst 1 maj 2014.